# St. Charles, Arkansas
St. Charles är en stad i Arkansas County i delstaten Arkansas, USA. Invånarna uppgick år 2000 till 261 i antalet.
Platsen är bland annat berömd för lynchningarna i St. Charles 1904.